# رغداء زيدان
رغداء زيدان هي باحثة أكاديمية وناشطة في المجتمع المدني السوري عضو اللجنة الدستورية السورية المصغرة. ونظراً لجهودها ونشاطها في المجال الأكاديمي والمجتمعي تم اختيارها لتكون ضمن اللجنة الدستورية المصغرة لكتابة الدستور السوري عن مجموعة المجتمع المدني. وهي حالياً ناشطة في عدد من منظمات المجتمع المدني السورية العاملة في التغيير المجتمعي ولديها مشاركات متعددة في عدد من المؤتمرات والورش والنَّدوات والحوارات المجتمعيَّة والفكريَّة والبرامج التلفزيونيَّة والإذاعيَّة.

## النشأة
ولدت في مدينة الرحيبة في ريف دمشق 1970، وهي شقيقة أ.د. أميرمحمد أديب زيدان، ودرست في مدارسها، ثم أتمت دراستها الجامعية، عملت بالتدريس وكانت مديرة مدرسة ولكنها اضطرت لترك سورية في منتصف عام 2014 بسبب التهديد الأمني، وهي مقيمة منذ ذلك الوقت في إسطنبول.

## التحصيل الأكاديمي
- زمالة النساء في الصراع Women in Conflict مع Beyond Borders Scotland
- دكتوراه في الدِّراسات الإسلاميَّة من الجامعة العالميَّة للعلوم الإسلاميَّة – لندن
- ماجستير في الدراسات الإسلامية من جامعة دمشق

## العضويات
- عضو في اللجنة الدستوريّة السورية المصغّرة لصياغة الدستور في قائمة المجتمع المدني
- عضو مؤسس في الهيئة السورية لمراقبة الانتخابات
- مؤسس وعضو مجلس إدارة في منظمة مدنيون للعدالة والسَّلام
- مؤسس وعضو في شبكة (تستطيع) – الشبكة النسائية الإنسانية
- عضو مجلس إدارة في جمعية بصيرة
- عضو في جمعية الأكاديميين العرب

## النشاط العملي
باحثة في قضايا المجتمع المدني مع التركيز على النساء والشباب، تعمل عدد من مراكز الأبحاث، منها : ORSAM، مركز عمران للدراسات الاستراتيجية ، مركز حرمون للدراسات المعاصرة ، مركز الحوار السوري ، أكاديمية العلاقات الدولية
شغلت سابقاً عدد من الوظائف منها:
- محررة وكاتبة مقالات في عدد من الصحف منها: السورية نت[4] ، صحيفة حبر[5] ، نون بوست[6]
- مديرة العمليات البحثية في مركز عين الشرق للدراسات
- محاضرة في عدد من الجامعات
- محررة في دار الناقد الثقافي في دمشق

## مؤلفات ومقالات
- أنظمة الحكم وتحدياته في سياق سيناريوهات الحل السياسي بسورية - مركز عين الشرق [7]
- المرأة السورية وتحقيق السلام - مركز حرمون للدراسات المعاصرة [8]
- المرأة بين مجتمع المدينة الفاضل وتحديات الواقع - مركز حبر للدراسات [9]
- خريطة سورية حدود متغيرة وحقائق غائبة - مركز حبر للدراسات [10]
- ضدَّ النَّماذج المفروضة، مركز النَّاقد الثَّقافي [11]
- بحث طاهر الجزائريِّ، 2007م [12]